# Victor von Koerber
Victor Adolph Wilhelm von Koerber (* 21. März 1851 in Berlin; † 19. Dezember 1918 in Berlin-Schlachtensee) war ein preußischer Verwaltungsjurist und Landrat.

## Leben

### Herkunft
Seine Eltern waren der Generallandschaftsdirektor von Westpreußen und Politiker Adolph von Koerber (1817–1895) und dessen Ehefrau Clara Cawitzel (1827–1908).

### Werdegang

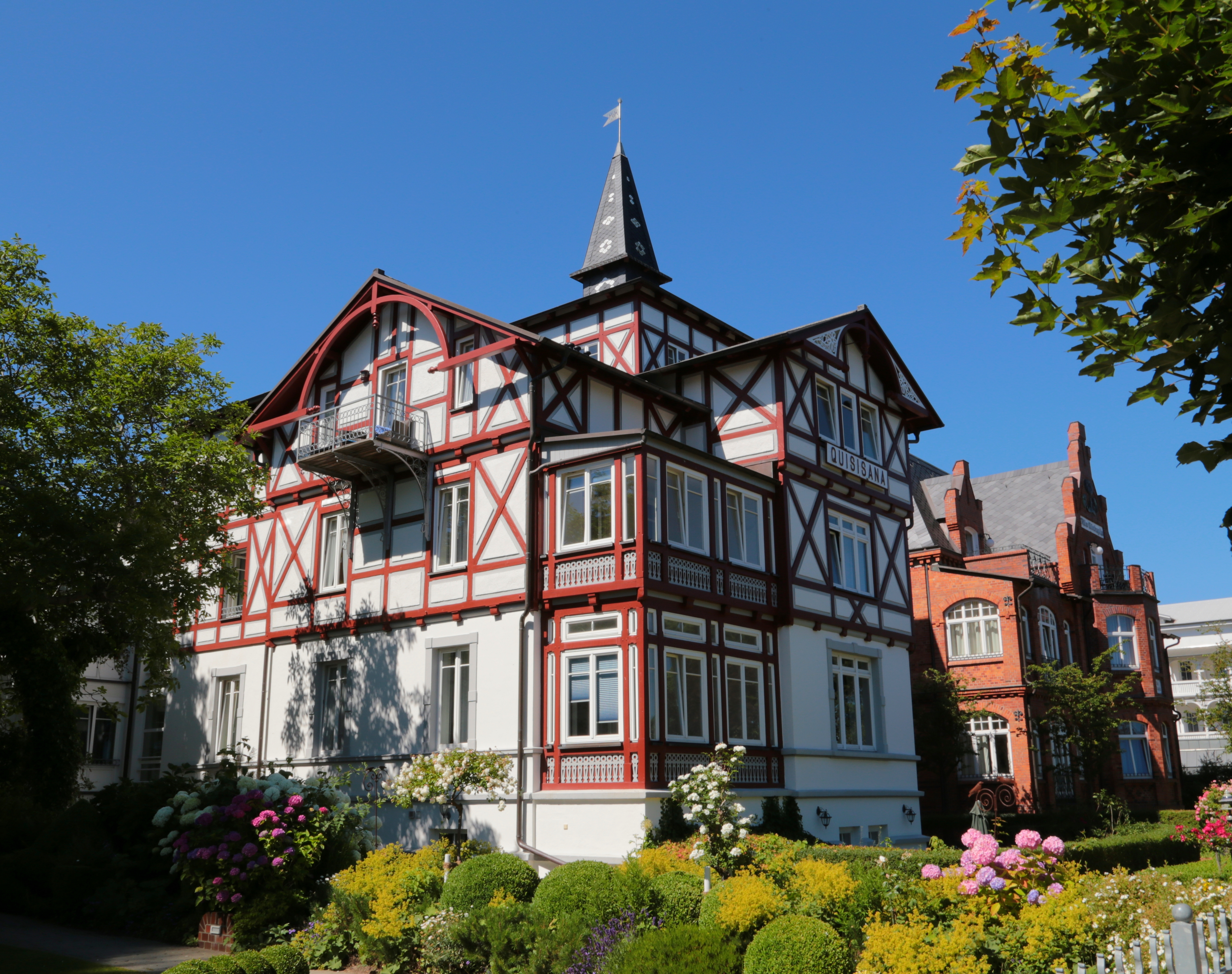
Villa Quisisana des Victor von Koerber in Binz

Koerber war als Oberregierungsrat Dr. jur. Landrat in den Kreisen Konitz (1882–1887) und Rügen (1887–1896).
Seine Ehefrau Ida Luise von Lücken (1858–1930) heiratete er am 14. Juni 1880 in Kassel. Eine Tochter und zwei Söhne resultierten aus der Ehe. 1890 ließ die Familie die in Binz auf Rügen am Strand stehende Villa Quisisana errichten. Seine Kinder waren:
- Irmgard Klara Luise Hedwig Alexandra (* 10. Mai 1883)
- Nordewin Adolf Johanne Maring Franz (* 29. März 1885; † 13. Februar 1943),[2] Dr. jur, auf Koerberrode, ⚭ Lia von Diest-Zeitlitz; vier Kinder, u. a.[3] Sohn Nordewin Ernst Gernot von Koerber, seit 1927 v. Diest-v. Koerber, Dipl.-Landwirt
- Adolf Viktor Nordewin Friedrich Wilhelm (* 27. Februar 1891; † 19. November 1969) ⚭ Yvonne Felicitas Ausfeld (1919–1968)

## Auszeichnungen
Den Roten Adlerorden erhielt er wegen seiner Verdienste für Rügen im Rahmen seiner Tätigkeit als pflichtbewusster Beamter.